# Frank Lascelles
Pour les articles homonymes, voir Lascelles.
 (21 décembre 2016).
Frank William Thomas Charles Lascelles, né le 30 juillet 1875 à Sibford Gower dans le comté de Oxfordshire et mort le 23 mai 1934, est un sculpteur et un acteur britannique.

## Jeunesse
Frank William Thomas Charles Christian Culpeper Lascelles (né Stevens), est né le 30 juillet 1875 à Sibford Gower dans le comté d'Oxfordshire. Il est le plus jeune des trois enfants d'Edward Thomas Stevens (1832-1898) et de sa femme, Isabella Hannah, née Cooper (1833-1907). Son père, révérend, est le vicaire du village. Il a été éduqué à l'école du village avant de fréquenter le Keble College à Oxford, où il est devenu le membre le plus remarquable de la société dramatique d'Oxford. Après Oxford, il a travaillé comme acteur à Londres entre 1904 et 1906 au théâtre de Sir Herbert Beerbohm Tree de Sa Majesté. C'est pendant cette période qu'il a changé son nom de Stevens à Lascelles.

## Carrière
En tant que sculpteur, parmi ses sujets figuraient Édouard VIII, Arthur de Connaught et Strathearn, Albert Grey et Aga Khan III.

## Vie personnelle
Lascelles avait toujours voulu cacher ses humbles origines, et construit un nouveau manoir pour lui-même à Sibford Gower, sur le modèle d'une conception médiévale.
Vers la fin de sa vie, sa mauvaise santé restreint ses finances et il est mort dans la pauvreté le 23 mai 1934 dans les chambres louées à Brighton. Il ne s'est jamais marié.